# Anobiidae
Famille
Les anobides (Anobiidae) constituent une famille d'insectes coléoptères. Les larves d'un certain nombre d'espèces creusent ou forent le bois, gagnant ainsi le nom d'« insectes foreurs ». Quelques espèces sont ravageuses, engendrant des dégâts importants aux meubles ou aux charpentes, telles la petite vrillette (Anobium punctatum), et la grosse vrillette (Xestobium rufovillosum).
Cette famille a été créée en 1821 par le révérend John Fleming (1785-1857).

## Sous-familles
Cette famille comprend les sous-familles & genres suivants :
- Alvarenganiellinae Viana and Martinez, 1971
- Anobiinae Kirby, 1837
  - Anobium Fabricius, 1775  ; dont la petite vrillette
  - Gastrallus Jacquelin du Val, 1860
  - Hadrobregmus Thomson, 1859
  - Microbregma Seidlitz, 1889
  - Oligomerus Redtenbacher, 1849
  - Priobium Motschulsky, 1845
  - Stegobium Motschulsky, 1860
- Dorcatominae Thomson, 1859
  - Anitys Thomson, 1863
  - Caenocara Thomson, 1859
  - Dorcatoma Herbst, 1792
  - Stagetus Wollaston, 1861
- Dryophilinae LeConte, 1861
  - Dryophilus Chevrolat, 1832
  - Grynobius Thomson, 1859
- Ernobiinae Pic, 1912
  - Episernus Thomson, 1863
  - Ernobius Thomson, 1859
  - Ochina Sturm, 1826
  - Xestobium Motschulsky, 1845  ; dont la grosse vrillette
- Eucradinae Le Conte, 1861
  - Clada Pascoe 1887
  - Hedobia Dejean, 1821
  - Ptinomorphus  Mulsant & Rey 1861
- Ptilininae Shuckard, 1840
  - Pseudoptilinus Leiler, 1963
  - Ptilinus Müller, 1764
- Ptininae Latreille, 1802 
  - Eupauloecus Mulsant & Rey, 1868
  - Gibbium Scopoli, 1777
  - Mezium Curtis, 1828
  - Niptus Boieldieu, 1856
  - Pseudeurostus Heyden, 1906
  - Ptinus Linnaeus, 1767
  - Sphaericus Wollaston, 1854
  - Trigonogenius Solier, 1849
- Xyletininae Gistel, 1856
  - Lasioderma Stephens, 1835
  - Xyletinus Latreille, 1809